# Вильколаз (гмина)
Вильколаз (пол. Wilkołaz) — сельская гмина (волость) в Польше, входит как административная единица в Красницкий повет, Люблинское воеводство. Население — 5575 человек (на 2004 год).

## Сельские округа
1. Эвунин
2. Марянувка
3. Острув
4. Острув-Колёня
5. Пуланковице
6. Рудник
7. Вильколаз
8. Вильколаз-Дольны
9. Вильколаз-Други
10. Вильколаз-Тшеци
11. Вулька-Рудницка
12. Залесе
13. Здрапы

## Прочие поселения
1. Оброки
2. Оброки-Гаювка
3. Рудник-Колёня
4. Вильколаз-Гурны
5. Замайдане
6. Журавинец

## Соседние гмины
1. Гмина Божехув
2. Гмина Красник
3. Гмина Неджвица-Дужа
4. Гмина Стшижевице
5. Гмина Ужендув
6. Гмина Закшувек